# کلود تولت
کلود تولت (فرانسوی: Claude Tollet‎؛ زادهٔ ۲۴ آوریل ۱۹۴۹) دوچرخه‌سوار اهل فرانسه است.